# Flores de Ávila
Flores de Ávila est une commune d'Espagne de la province d'Ávila dans la communauté autonome de Castille-et-León.

## Administration
| Période                                  | Période | Identité | Étiquette | Qualité |
| ---------------------------------------- | ------- | -------- | --------- | ------- |
|                                          |         |          |           |         |
| Les données manquantes sont à compléter. |         |          |           |         |

## Patrimoine et monuments d'intérêt

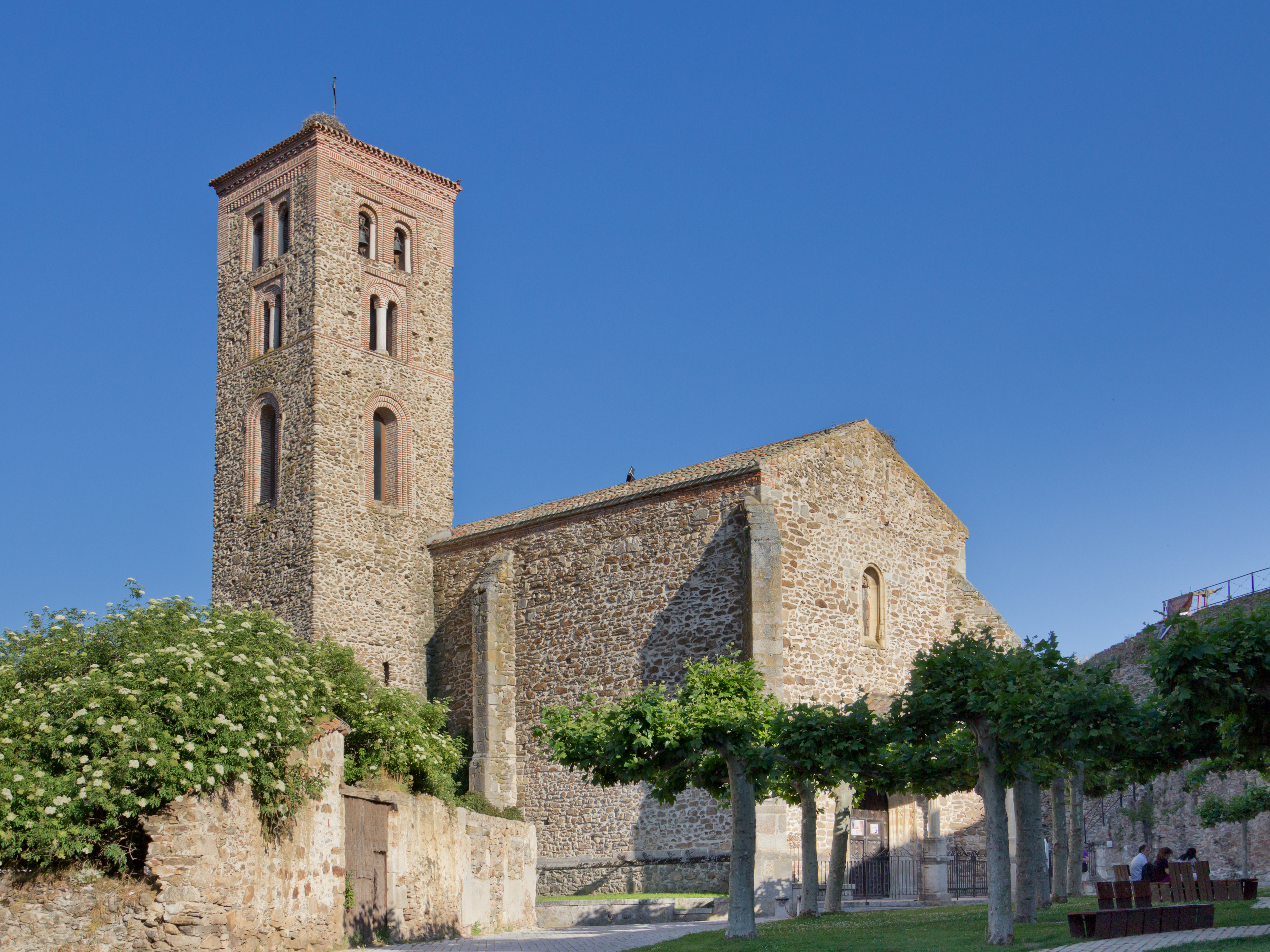
Église Notre-Dame Santa María del Castillo

L'église de Santa María del Castillo est le monument principal de la ville, construite sur un ancien ermitage d'origine mudéjar. De ce dernier subsiste la tour clocher encastrée dans la tour actuelle et le portail de l'enceinte du midi, dans laquelle se mêlent des éléments gothiques tardifs et d'autres Renaissance.
Elle a trois nefs, la centrale double largeur que les latérales et plus haute, séparées par quatre formidables arcs en plein cintre qui reposent sur des piliers. Les arcs et les piliers sont en granit et sont décorés de socles ou de boules. 
À noter le retable principal, de même largeur et hauteur que la nef centrale. Il s'agit d'une œuvre de la Renaissance du XVIe siècle, commencée en 1525. Il repose sur un socle et le tout est sculpté en bois, polychrome, et se compose de trois voies verticales. Dans la bande centrale se trouve la sculpture polychrome de la Vierge en majesté (Santa María del Castillo), et dessus un relief Renaissance représentant un calvaire. La scène a de nombreux personnages sculptés avec tellement de volume qu'ils ressemblent à des sculptures autoportantes plutôt qu'à un relief. Les bandes latérales présentent d'excellentes peintures sur toile, de style Renaissance, liées aux ateliers d'Àvila du XVIe siècle, leurs auteurs étant Diego de Rosales et son fils Gabriel Rosales.

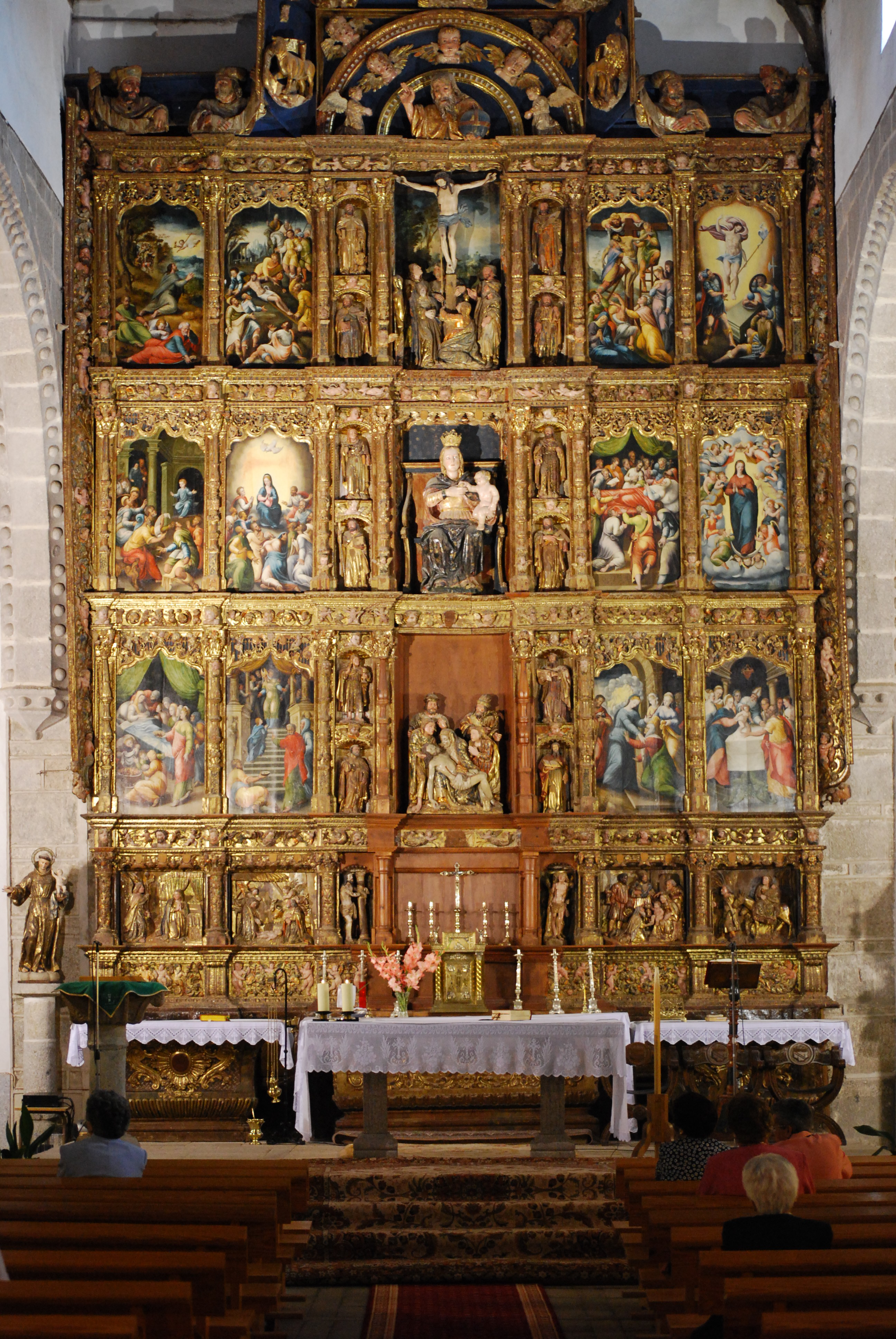
Retable de l'église Santa María del Castillo

Dans les importantes chapelles latérales se trouvent, outre de nombreuses sculptures, principalement du XVIIIe siècle, deux crucifix, l'un passant du roman au gothique (XIIIe siècle) et l'autre gothique.
Un cénotaphe, avec des mosaïques de Séville et de Talavera du XVIe siècle met un mystère sur l'un des côtés de l'église.